# Alain Altinoglu
Alain Altinoglu (Parijs, 9 oktober 1975) is een Frans dirigent.
Altinoglu, afkomstig van een Armeense familie uit Kütahya met een moeder pianiste en een vader docent aan het Conservatorium van Istanboel, werd geboren in Parijs nadat zijn ouders in 1971 Turkije hadden verlaten. Zelf studeerde hij aan het Conservatoire national supérieur de musique et de danse de Paris. Hij blijft aan de instelling verbonden en geeft er bijna tien jaar les, waar hij met name hoogleraar is in de klasse van vocaal ensemble. Hij is sinds 2014 hoogleraar in orkestdirectie, een positie die hij ook na zijn aanstelling in Brussel aanhield.
Ondertussen dirigeerde hij zelf vele orkesten als gastdirigent waaronder het Chicago Symphony Orchestra, de Wiener Philharmoniker, het Boston Symphony Orchestra, het Symphonieorchester des Bayerischen Rundfunks, het Philadelphia Orchestra, de Staatskapelle Dresden, het Orchestre National de France, het City of Birmingham Symphony Orchestra, het Göteborg Symfonieorkest, het Cleveland Orchestra, het Orchestre de Paris, het Tonhalle Orchester Zürich, het Orchestre de la Suisse Romande, de Staatskapelle Berlin, het Orchestre Philharmonique de Radio France, de Sinfonia Varsovia, de Akademie für Alte Musik Berlin, het Koninklijk Filharmonisch Orkest van Stockholm, het London Symphony Orchestra en het Deens Radio Symfonieorkest. Hij werkte met operagezelschappen als de Metropolitan Opera van New York, de Opéra national de Paris, het Royal Opera House Covent Garden, de Wiener Staatsoper, de Lyric Opera of Chicago, het Teatro Colón, de Staatsoper Unter den Linden of de Bayerische Staatsoper.
Alain Altinoglu werd muzikaal directeur van de Koninklijke Muntschouwburg van Brussel in januari 2016.
Hij is gehuwd met de mezzosopraan Nora Gubisch.
- Bibsys: 9032058
- Biblioteca Nacional de España: XX5328986
- Bibliothèque nationale de France: cb14149384k (data)
- CiNii: DA16130934
- Gemeinsame Normdatei: 130643696
- International Standard Name Identifier: 0000 0000 7989 430X
- Library of Congress Control Number: no2005079856
- MusicBrainz: 5ef167c1-fa2a-4260-9ed0-2988838b55ad
- Nationale Bibliotheek van Tsjechië: xx0196186
- Nationale Bibliotheek van Israël: 987007605661605171
- Nederlandse Thesaurus van Auteursnamen: 408191465
- Réseau des bibliothèques de Suisse occidentale: 02-A011482170
- Système universitaire de documentation: 085649872
- Virtual International Authority File: 32206452
- WorldCat: E39PBJB8t4rY9Dr3HhThw3k4bd